# عليآباد مران (مقاطعة ديواندرة)
عليآباد مران (بالفارسية: علی‌آباد مران) هي قرية تقع في قسم اوباتو (مقاطعة ديواندرة) في إيران. يقدر عدد سكانها بـ 143 نسمة بحسب إحصاء 2016.